# Filatopus ornatus
Filatopus ornatus är en tvåvingeart som först beskrevs av Octave Parent 1933.  Filatopus ornatus ingår i släktet Filatopus och familjen styltflugor. Inga underarter finns listade i Catalogue of Life.